# Elephantomyia (Elephantomyodes) major
Elephantomyia (Elephantomyodes) major is een tweevleugelige uit de familie steltmuggen (Limoniidae). De soort komt voor in het Oriëntaals gebied.